# أبو مصعب عبد الودود
عبد المالك درودكال المدعو أبو مصعب عبد الودود (20 أبريل 1970 - 3 يونيو 2020) أمير تنظيم القاعدة ببلاد المغرب الإسلامي التي كانت تعرف من قبل باسم الجماعة السلفية للدعوة والقتال.

## النشأة
ولد عبد المالك درودكال في 20 أبريل 1970 14 صفر 1390 هـ بقرية زَيان التابعة لبلدية مفتاح بولاية البليدة نشأ في عائلة متدينة، وأنهى دراسته المتوسطة والثانوية في بلدية «مفتاح»، في سنة 1989 تحصّل على شهادة البكالوريا في شعبة الرياضيات، بعدها التحق بجامعة البليدة فرع التكنولوجيا من سنة 1990 إلى 1993.

## بداية العمل المسلح
بعد توقيف المسار الانتخابي في يناير / كانون الثاني 1992 الموافق 1412 هـ، إثر تدخل الجيش قام عبد المالك درودكال بربط الاتصال بالسعيد مخلوفي أمير حركة الدولة الإسلامية ثم التحق بهم في 1993 رجب 1414 هـ. وبمجرد صعوده للجبل أُسندت له مهمة صُنع المُتفجرات، وذلك بحُكم تخصّصه العلمي واطّلاعه على المواد الكيميائية والقواعد الميكانيكية.
في سنة 1416 هـ 1996 كُلّف عبد المالك درودكال برئاسة كل ورشات التصنيع العسكري لجند الأهوال التابع للمنطقة الثانية شرق العاصمة، وبعدها أُمِّر على كتيبة «القدس» ت ثم اشتغل بالتصنيع والتعليم والتكوين العسكري.
في سنة 2001 أُستدعي عبد المالك درودكال إلى إمارة الجماعة السلفية للدعوة والقتال وعُيّن عينا للمنطقة الثانية في مجلس أعيان الجماعة حتى سنة 2003، وذلك بعدما قدّم أبو حمزة حسان حطاب استقالته من إمارة الجماعة، وعيّن مجلس الأعيان أبو إبراهيم مصطفى نبيل صحراوي أميرا على الجماعة السلفية للدعوة والقتال، وعُيّن عندها أبو مصعب عبد الودود مكان أبو إبراهيم مصطفى رئيس مجلس الأعيان في جمادى الثانية 1424 هـ. وبعد مقتل أبي إبراهيم مصطفى استُخْلِفَ على إمارة الجماعة في 1424 هـ يونيو 2004.

## الانضمام إلى القاعدة
وفي 24 يناير 2007 شعبان 1427 هـ أعلن عبد المالك درودكال دخوله في تنظيم قاعدة الجهاد وتغير اسم تنظيمه من الجماعة السلفية للدعوة والقتال إلى تنظيم القاعدة ببلاد المغرب الإسلامي.
في 27 آب / أغسطس 2007 أُدرج عبد المالك دروكدال في القائمة الموحدة التي وضعتها لجنة مجلس الأمن بشان تنظيم القاعدة وحركة طالبان، عملا بالفقرتين 1 و12 من القرار 1735 (2006)، باعتباره مرتبطا بتنظيم القاعدة في بلاد المغرب الإسلامي، وذلك ”لمشاركته في تمويل أعمال أو أنشطة يقوم بها [هذا الكيان]، أو معه أو باسمه أو بالنيابة عنه أو دعما له؛ أو في التخطيط لها أو تيسير القيام بها أو الإعداد لها أو ارتكابها“.